# Cité Soleil
Cité Soleil (Haïtiaans-Creools: Site Solèy) is een stad en gemeente in het Haïtiaanse hoofdstedelijke arrondissement Port-au-Prince in het departement Ouest. Tot de verzelfstandiging per presidentieel decreet van 1 april 2002 was Cité Soleil onderdeel van de gemeente Port-au-Prince. Deze ten noorden van het centrum van Port-au-Prince gelegen voorstad behoort tot de hoofdstedelijke agglomeratie (Aire Métropolitaine) en bestaat vrijwel geheel uit sloppenwijken.
Burgemeester (Frans: maire) van Cité Soleil is Wilson Louis.

## Algemeen
Schattingen van het huidige inwonertal van Cité Soleil variëren tussen de 200 000 en 500 000 inwoners. In 2003 is het inwoneraantal op basis van luchtfoto's geschat op 350 000, maar waarschijnlijk is dit aantal als gevolg van het aanhoudende geweld verminderd. Het IHSI schat het aantal inwoners van de gemeente op 265.000 (2015).
Cité Soleil kent de meeste problemen die bij een krottenwijk horen: armoede, werkloosheid, analfabetisme, slechte hygiënische omstandigheden, Aids, drugs en geweld.

## Geschiedenis
Cité Soleil is in 1958 gesticht als 'Cité Simone', naar Simone Duvalier, de vrouw van de toenmalige dictator François Duvalier. Doel was om arbeiders te huisvesten. In latere jaren kwamen veel mensen vanuit het platteland die in Port-au-Prince naar werk zochten in Cité Soleil terecht.

## Geweld
Cité-Soleil is onder controle van meer dan 32 bendes. In 2002 moesten veel mensen de wijk ontvluchten vanwege gevechten tussen de bendes.
Het geweld heeft ook een politieke dimensie. Zo steunden veel bendes openlijk het bewind van president Aristide. Tijdens zijn tweede presidentstermijn, van 2001 tot 2004, probeerde hij onder internationale druk iets tegen de bendes te doen. Daarop keerden sommige bendes zich tegen hen, en sloten zich aan bij de rebellie die in 2004 tot het afzetten van Aristide leidde.
Ook na het afzetten van Aristide zijn er veel schendingen van de mensenrechten geweest in de wijk.
In juli 2005 en december 2006 zouden tientallen onschuldige burgers gedood zijn bij pogingen van VN-troepen van de MINUSTAH om rebellen te arresteren en het gebied onder controle te krijgen.
In februari 2007 zijn twee blauwhelmen van de vredesoperatie MINUSTAH in de wijk doodgeschoten. Na een grootschalige actie zegt MINUSTAH de wijk vanaf 20 februari 2007 onder controle te hebben.
Tijdens de aardbeving van januari 2010 kwam Cité Soleil negatief in het nieuws, mede omdat het toevluchtsoord zou zijn van ontsnapte gevangenen en toneel zou zijn van grootschalige plunderingen. Hulpverleners zou zijn geadviseerd om Cité Soleil te mijden.
Na de moord op president Jovenel Moïse in juli 2021 verergerde het bendegeweld in de wijk. Van 8 tot 12 juli 2022 vielen volgens de VN minstens 234 doden en gewonden in een bendeoorlog in de wijk.

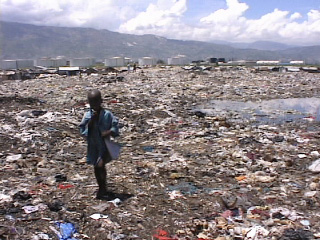
Cité-Soleil
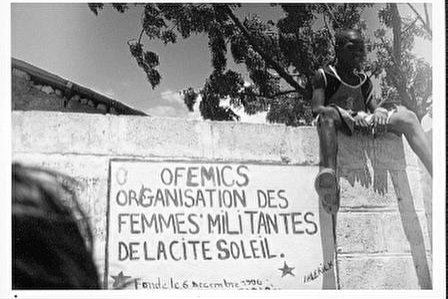
Bord van een vrouwenorganisatie in Cité-Soleil
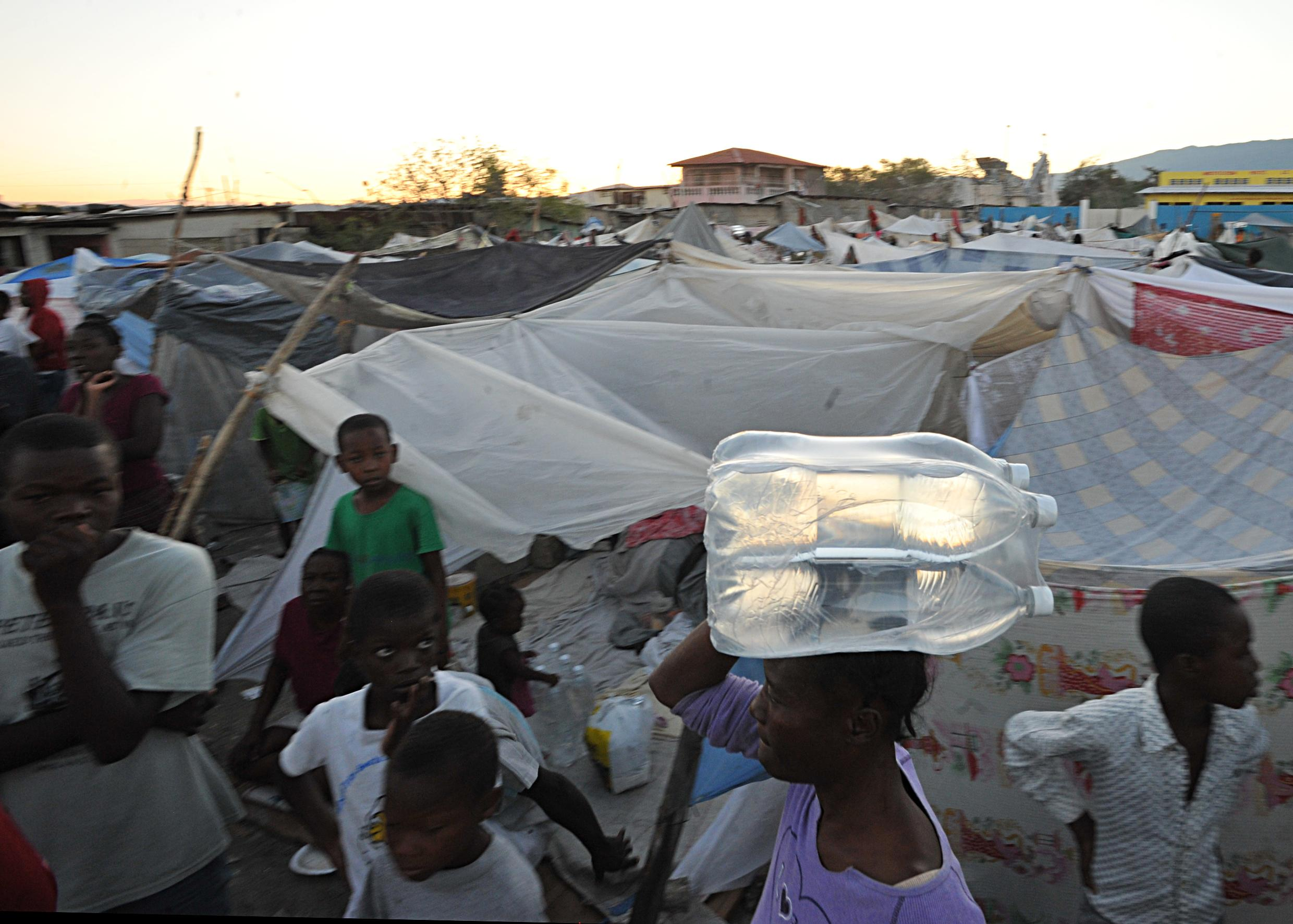
Cité Soleil vlak na de aardbeving van 2010

## Indeling
De gemeente bestaat uit de volgende sections communales:
| Nr. | Naam        | Km²   | Inw.2015 |
| --- | ----------- | ----- | -------- |
| 1   | Les Varreux | 15,82 | 211.598  |
| 2   | Les Varreux | 5,99  | 53.474   |